# الاتفاقية الجمركية بشأن الاستيراد المؤقت لمركبات الطرق التجارية
الاتفاقية الجمركية بشأن الاستيراد المؤقت لمركبات الطرق التجارية هي معاهدة متعددة الأطراف للأمم المتحدة أُبرمت عام 1956. في الدول التي تلتزم بهذه الاتفاقية، يُسمح لمركبات الطرق التجارية - مثل سيارات الأجرة والحافلات والشاحنات نصف المقطورة - بالسفر مؤقتًا داخل الدولة بدون رسوم جمركية .
أُبرمت الاتفاقية في جنيف في 18 مايو 1956، وتم اسنادها إلى الاتفاقية الجمركية بشأن الاستيراد المؤقت لمركبات الطرق الخاصة . وتم الإبرام على هذه الاتفاقية في نفس اليوم الذي تم التوقيع فيه على الاتفاقية الجمركية بشأن الحاويات والاتفاقية الجمركية بشأن الاستيراد المؤقت للاستعمال الخاص للطائرات وقوارب المتعة..
دخلت هذه الاتفاقية حيز التنفيذ في يوم 8 أبريل 1959 ووقعت عليها 12 دولة. واعتبارًا من عام 2013، أصبح عدد الأطراف فيها 42، منهم 41 دولة عضو في الأمم المتحدة إضافةً إلى الاتحاد الأوروبي .
وإلى حدّ ما استُبدِلت الاتفاقية في عام 1990 باتفاقية اسطنبول، التي تجمع في وثيقة واحدة مختلف الاتفاقيات المتعلقة بالقبول المؤقت لبضائع معيّنة.

## أنظر أيضا
- دفتر أتا